# Marc Lee

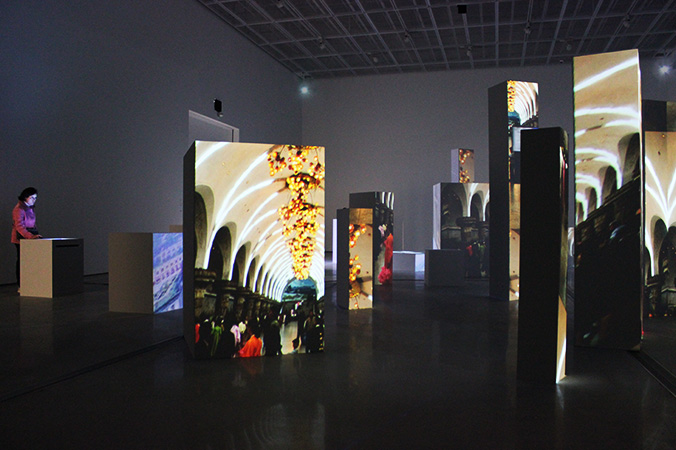
10,000 Moving Cities, 2013, Museo Nacional de Arte Moderno y Contemporáneo de Corea del Sur.

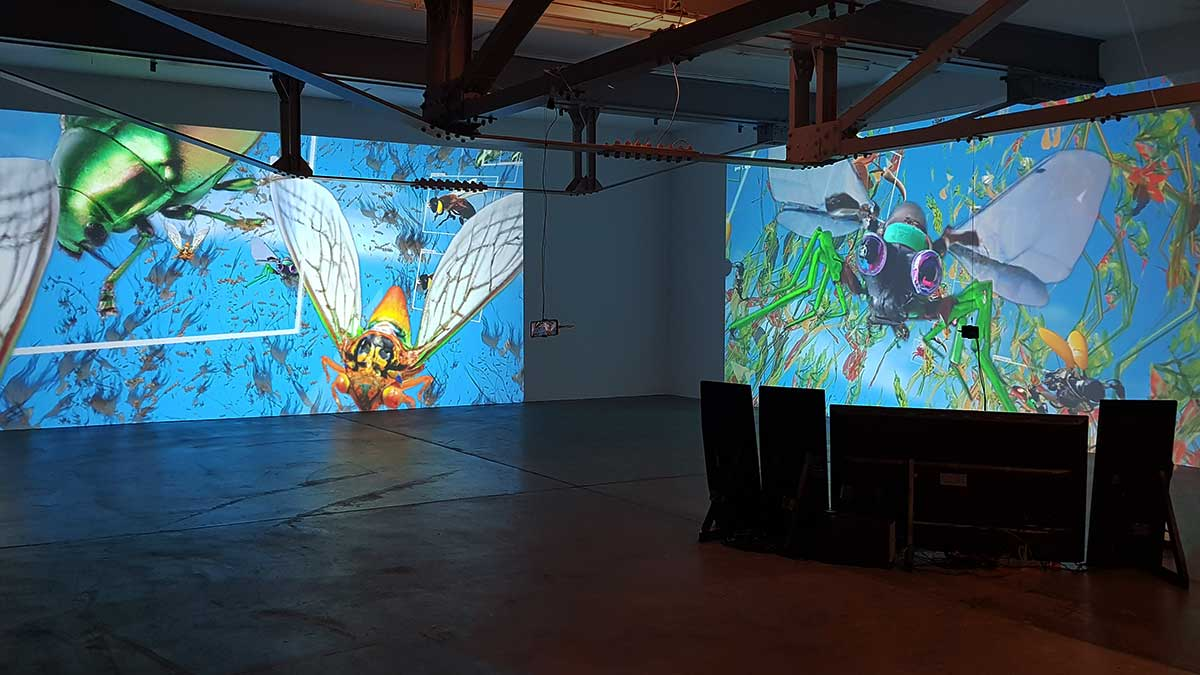
Speculative Evolution, 2024, Kunsthalle Schaffhausen, Suiza

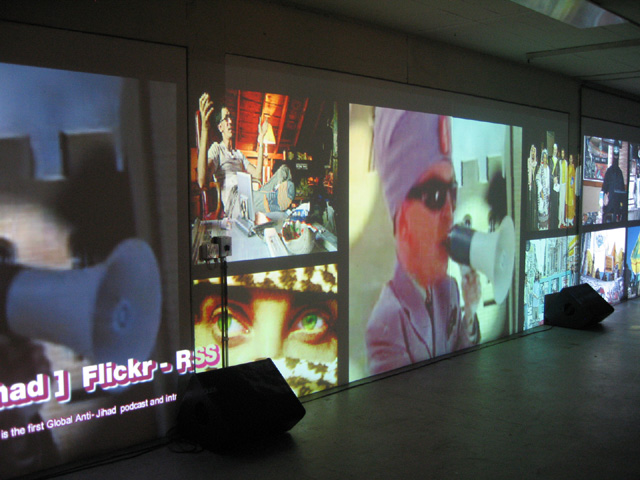
Breaking The News, 2007, Dock 18, Zurich, Suiza

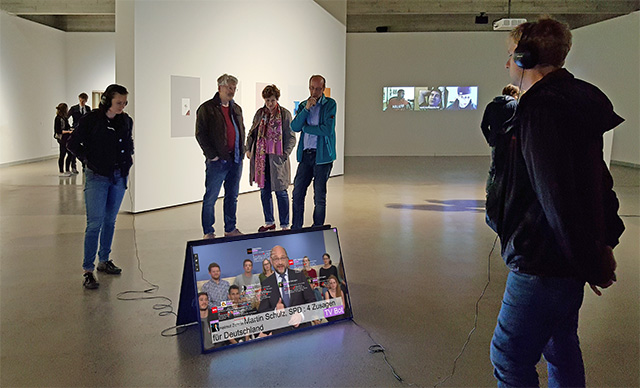
TV Bot, 2017, Port25, Mannheim, Alemania

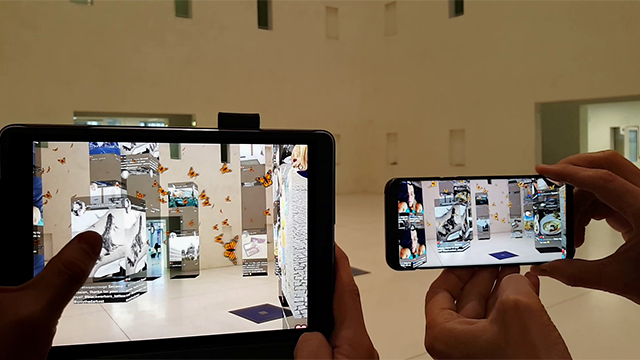
10.000 Moving Cities, Realidad Aumentada, 2018, Stuttgart, Alemania

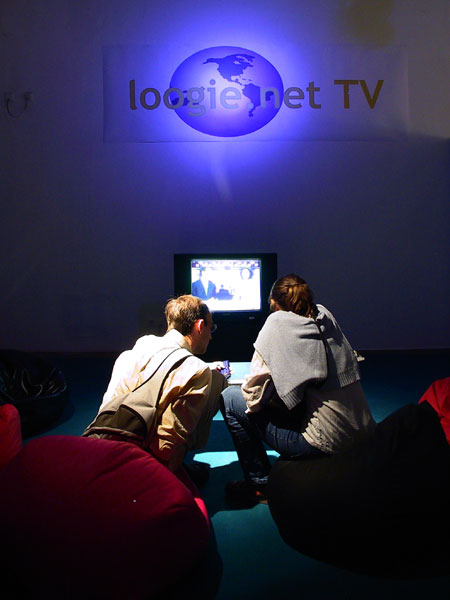
Loogie.net TV, 2004, Ars Electronica, Linz, Austria

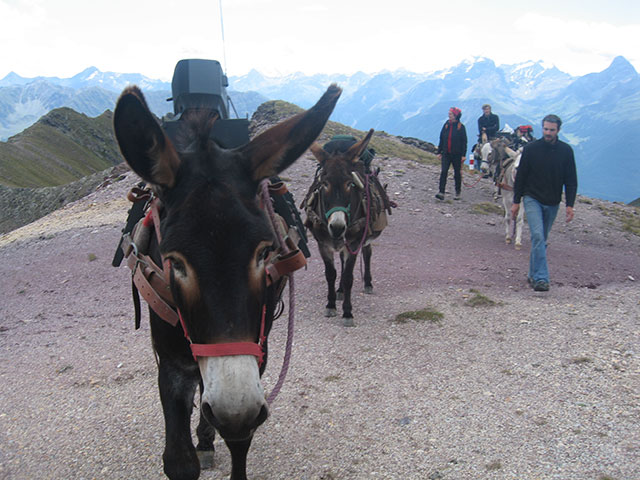
Media Donkeys, 2011, Martüel, Suiza

Marc Lee (Suiza, 1969) es un artista visual de los medios. Él crea instalaciones de arte interactivo, Net.art, arte AR, arte VR y arte de performance.

## Biografía
Marc Lee nació en 1969 en Knutwil, Lucerna, en Suiza. Estudió en la Universidad de Arte y Diseño de Basilea instalación y en la Escuela Superior de las Artes de Zúrich Arte mediático 2003.
Experimenta con las tecnologías de la información y las comunicaciones y realiza investigaciones sobre temas que incluyen aspectos culturales, creativos y económicos y políticos, y que son importantes para los procesos de comunicación en las redes digitales. Las obras son exámenes críticos de estos temas.

## Proyectos artísticos (selección)
- 10.000 Moving Cities – Same but Different explora cómo nuestro planeta es cada vez más homogéneo y cómo la globalización crea cada vez más "lugares sin identidad local", como se describe en el ensayo de Marc Augé Non-place (1992). En 10.000 Moving Cities todas las ciudades tienen los mismos edificios, pero la información de las fachadas de los edificios es constantemente diferente. Se buscan en tiempo real en las redes sociales sobre el lugar elegido. Este proyecto de investigación experimental en curso está desarrollado por Marc Lee en colaboración con el Intelligent Sensor-Actuator-Systems Laboratory (ISAS) del Instituto de Tecnología de Karlsruhe y el ZKM Center for Art and Media Karlsruhe. Hasta ahora se han creado cuatro versiones:[2] versión de realidad aumentada (RA), versión de realidad virtual (RV), versión de aplicación móvil y una versión de "cubos reales". Estas versiones son tecnológicamente muy diferentes pero abordan el mismo tema. En la exposición inaugural Connecting_Unfolding del Museo Nacional de Arte Moderno y Contemporáneo de Seúl se realizó una exposición a gran escala.[3]
- Loogie.net genera telediarios sobre temas de creación propia con sólo pulsar un botón. La primera "cadena de televisión interactiva de noticias" fundada en 2003. Este proyecto de investigación es a la vez un canal de noticias de televisión, una sátira mediática y una instalación artística.[4]
- Unfiltered – TikTok and the Emerging Face of Culture es una instalación inmersiva. Explora la influencia de la accesibilidad digital y cuestiona su impacto en la conciencia pública, la estética visual y las estructuras de identidad. Con el creciente acceso a las redes sociales, se están rompiendo las jerarquías digitales. Plataformas como TikTok son el nuevo ayuntamiento, cuya "influencia" ya no se limita a la élite urbana.
- Political Campaigns – Battle of Opinion on Social Media En las campañas políticas de todo el mundo, los partidarios de partidos opuestos se han enzarzado en acaloradas batallas en las redes sociales. "Campañas políticas" filtra las últimas publicaciones de Twitter, Instagram y YouTube, que incluyen términos de búsqueda de los principales candidatos o partidos, y las entreteje en un alocado noticiario de televisión (24 horas al día, 7 días a la semana). Lo que cuenta hoy son los "me gusta" y los "retweets", que recorren la pantalla luchando por la victoria e indican su valor actual en el mercado online. Un programa de televisión en red que nos enfrenta a opiniones que no reflejan sólo variantes de las nuestras.[5]
- Used to be my home too cartografía en tiempo real nuestra rica biodiversidad y, al mismo tiempo, la continua extinción de especies. Este experimento muestra fotos de plantas, hongos y animales que usuarios desconocidos suben ahora mismo a iNaturalist.org a través del teléfono móvil. Éstas se cartografían en Google Earth en el lugar exacto donde fueron fotografiadas. Además, a través de RedList.org se asignan en tiempo real especies taxonómicamente similares que se dieron en el mismo país y se extinguieron en los últimos 30 años.[6]
- Speculative Evolution imagina un ecosistema especulativo dentro de 30 años, en el que la inteligencia artificial y las biotecnologías trabajan juntas para crear y optimizar especies que resistan un entorno cada vez más hostil. Desde la perspectiva de un agente de IA, se invita al público a crear nuevas variaciones de animales, hongos, plantas y robots, volar con estas especies diseñadas y mutadas, y observar el cambiante ecosistema.[7]

## Exposiciones
- 2021 - Stormy Weather, Centro Cultural Suizo, París, Francia[8]
- 2021 - HeK Net Works - Marc Lee: Bobi Wine vs Museveni, House of Electronic Arts, hek.ch, online
- 2021 - Vídeo del mes HMKV - Marc Lee: Corona TV Bot, Hartware Medien Kunst Verein, Dortmund, Alemania
- 2020 - Black Swan: Unpredictable Future, Oil Tank Culture Park, Seúl, Corea del Sur
- 2020 - Festival de Cultura Digital Da Z, Kunstraum Walcheturm y Museum für Gestaltung, Zúrich, Suiza
- 2020 – Stormy Weather, Kunstraum Niederoesterreich, Viena, Austria
- 2020 – Unfiltered, SPACE10, Nueva Delhi, India
- 2020 – Schafhof - Centro Europeo de Arte Jardín de esculturas de la Alta Baviera, Freising, Alemania
- 2019 - Simposio internacional sobre arte electrónico (ISEA), exposición jurada, Asia Culture Center (ACC), Gwangju, Corea del Sur
- 2019 - ARCHIVO SAO PAULO 2019, Festival Internacional de Idiomas Electrónicos Galeria SESI, São Paulo, Brasil
- 2019 - CYFEST-12: ID, Festival Internacional de Arte de los Medios, San Petersburgo, Rusia
- 2019 - Moving Cities, Roehrs & Boetsch, Zurich, Suiza
- 2019 - NEWSBODY - BONE Performance Art Festival, Teatro Schlachthaus, Berna, Suiza
- 2019 - Festival Piksel19, BEK - Bergen Electronic Art Center, Bergen, Noruega
- 2019 - 10,000 ciudades en movimiento, Tela COMO SKT Tower 65 Eulji-ro Jung-gu, Seúl, Corea del Sur
- 2019 - Amigos - AI y contenido generado por el usuario, PRE livepool - Phoenix Creative Park, Hangzhou, China
- 2019 - The Kind Stranger, Exposición inaugural del nuevo Centro UNArt, Shanghai, China
- 2019 - Toronto New Wave Festival (TNW), Daniels Spectrum, Toronto, Canadá
- 2019 - Research Technology Urbanity, Schafhof - Centro Europeo de Arte de Alta Baviera, Freising, Alemania
- 2019 - xCoAx 2019, 7ma Conferencia Internacional de Computación - Comunicación - Estética y X, Milán, Italia
- 2019 - Belfast Photo Festival, Gold Thread Gallery, Belfast, Irlanda del Norte
- 2019 - Why Choose, Polit-Forum, Berna, Suiza
- 2019 - Non-Places, Annka Kultys Gallery, Londres, Inglaterra
- 2019 - F (r) iction, Kona Gallery y Lodhi Art Festival, Nueva Delhi, India
- 2019 - Art Souterrain - Festival de arte contemporáneo, World Trade Center, Montreal, Canadá
- 2018 - 10,000 ciudades en movimiento - Igual pero diferente - AR, Stadtbibliothek, Stuttgart, Alemania
- 2018 - 8º TADAEX | Exposición anual de arte digital de Teherán, Galería Mohsen, Teherán, Irán
- 2018 - Paraíso Artificial ?, Künstlerhaus Halle für Kunst & Medien, Graz, Austria
- 2018 - Fak'ugesi Digital Africa Festival, Wits Art Museum, Johannesburgo, Sudáfrica
- 2018 - Estilo de vida algorítmico, Roehrs & Boetsch, Zurich, Suiza
- 2018 - Cairotronica 18, Palacio de las Artes - Complejo de la Ópera, El Cairo, Egipto
- 2018 - Igual pero diferente, Galería de síntesis, Berlín, Alemania
- 2018 - The Wrong New Digital Art Biennale, UCSC Digital Arts Research Center, Santa Cruz CA, EE. UU.
- 2018 - Exposiciones de CONTROL GLOBAL Y CENSURA en Białystok, Debrecen, Praga, Riga y Vilnius
- 2017–2018 - Estética de los cambios, MAK - 150 años de las aplicaciones de la Université des Arts de Vienne, Austria
- 2017–2018 - Códigos abiertos, ZKM, Karlsruhe, Alemania
- 2017 - VIRTUALIDADES Y REALIDADES, RIXC Art Science Festival, Center for New Media Culture, Riga, Letonia
- 2017 - Fotografía de despedida: ninguna imagen es una isla, Port25 y la librería Thalia, Mannheim, Alemania
- 2017 - Universidades burbujeantes, FESTIVAL DE ARCHIVOS, São Paulo, Brasil
- 2017 - DEMO DAY, Kunstraum LLC, Brooklyn Nueva York, EE. UU.
- 2017 - No-Lugares, Galerie b, Stuttgart, Alemania
- 2017 - El mundo sin marco, HeK, Basilea, Suiza
- 2017–2021 - Día del juicio final - fin sin fin, Musée d'histoire naturelle de Berne, Suiza
- 2016–2017 - Nueva GamePlay, Nam June Paik Art Center, Seúl, Corea
- 2016 - El espectáculo debe continuar, Situaciones, Fotomuseum Winterthur, Suiza
- 2016 - Actualización Bienal_6 / NTAA, Zebrastraat Gante, Bélgica
- 2016 - PHOTOFAIRS, Shanghai, Ferias internacionales de arte, Shanghai, China
- 2016 - Colombina de canela, Colombo, Sri Lanka
- 2016 - Festival IMAGES, Vevey, Suiza
- 2016 - BRUTO, Museum der Kulturen Bâle, Suiza
- 2015–2016 - GLOBALE: Infosphäre, ZKM Karlsruhe, Alemania
- 2015–2016 - GLOBALE: CONTROL Y CENSURA GLOBALES, ZKM Karlsruhe, Alemania
- 2015 - 18º Festival de Artes Mediáticas de Japón, Centro Nacional de Arte, Tokio, Japón